# Miroslav Vitouš
Miroslav Vitouš (* 6. prosince 1947, Praha) je český jazzový kontrabasista, baskytarista a hudební skladatel.

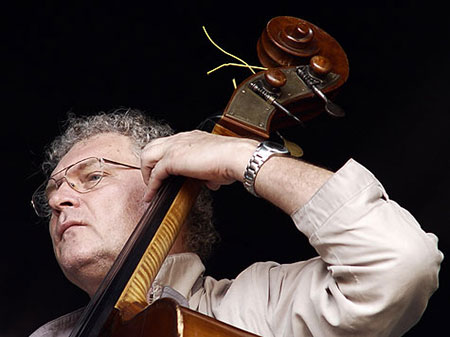
Miroslav Vitouš (2014)

## Studium a život
V šesti letech začal hrát na housle, v deseti na klavír, ve čtrnácti letech již hrál na kontrabas a složil na tento nástroj přijímací zkoušky na Pražskou konzervatoř. Studoval ji v letech 1962-1968 u prof. Františka Pošty. Jedna z jeho prvních skupin se jmenovala Junior Trio. Na bicí s ním hrál jeho bratr Alan a na klávesy jiný známý český muzikant Jan Hammer. Vítězstvím v mezinárodní hudební soutěži ve Vídni si zajistil stipendium na Berklee College of Music v americkém Bostonu, a tak v 19 letech odjel do Spojených států. Tam působil až do roku 1988, kdy se vrátil do Evropy a žil v Itálii. Roku 2017 se přestěhoval do České republiky a žije většinou v Praze, s partnerkou Magdalénou Dietlovou. 
Svůj život a kariéru vylíčil v autobiografii, vydané česky roku 2020.

## Hudební kariéra
Je virtuózním hráčem na kontrabas a baskytaru. Patří mezi nejlepší kontrabasisty světa vedle Niels-Henninga Ørsteda Pedersena, Briana Bromberga, Christiana McBridea, Scotta LaFara a Davea Hollanda.[zdroj?] Významné je jeho album Now He Sings, Now He Sobs (1968), na kterém se podíleli Chick Corea a Roy Haynes. Píseň My One and Only Love, která pochází z tohoto alba, se řadí mezi jazzové standardy a album samo se v roce 1999 dostalo do Grammy Hall of Fame Award.
Jako zakládající člen jazz fusionové skupiny Weather Report spolupracoval s muzikanty jako jsou Jan Hammer, Freddie Hubbard, Miles Davis, Chick Corea, Wayne Shorter, Joe Zawinul, Michel Petrucciani.
Dále založil a vedl svou skupinu Alan Vitous Group, s níž nahrál stejnojmenné album.
Zahrál si i s dalšími světovými hudebníky, jako Herbie Mann, Jack DeJohnette, John McLaughlin, Terje Rypdal, Herbie Hancock, Jan Garbarek nebo Stan Getz.
V současnosti se věnuje také klasické hudbě, skládá svou první symfonii.

## Diskografie
- 1969 – Infinite Search (Mountain In The Clouds) (Embryo)
- 1970 – Purple
- 1976 – Magical Shepherd
- 1976 – Majesty Music
- 1977 – Miroslav (Freedom)
- 1978 – Guardian Angels
- 1979 – First Meeting (ECM)
- 1980 – Miroslav Vitous group (ECM)
- 1982 – Journey's End (ECM)
- 1985 – Emergence (ECM)
- 1991 – Star (ECM)
- 1992 – Atmos (ECM)
- 1992 – Big hand for Hanshin
- 2003 – Universal Syncopations (ECM)
- 2007 – Universal Syncopations 2 (ECM)
- 2009 – Remembering Weather Report (ECM)
- 2015 – Wings (Narodowy Instytut Audiowizualny), s Adamem Pierończykem
- 2017 – Ad-lib Orbits (PAO Records), s Adamem Pierończykem

## Autobiografie
- Miroslav Vitouš: Klíč k životu. Galén Praha 2021, ISBN 9788074925375

## Film
- Dokumentární film Miroslav Vitouš – jazzová legenda (2017) natočil scenárista a režisér Petr Kaňka.[5]